# 対比染色

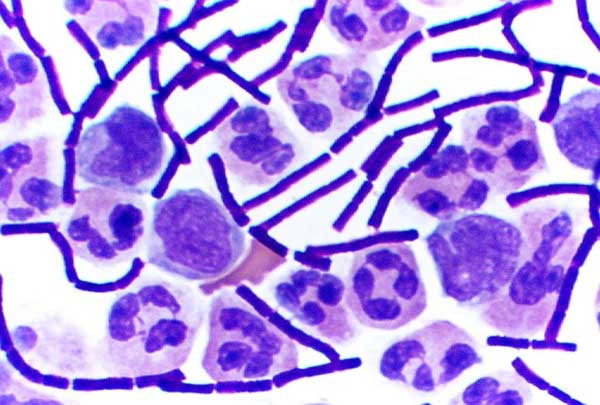
グラム陽性の炭疽菌と対比染色された白血球

対比染色（たいひせんしょく）は、主となる染色に対照的な色の染色を行い、染色された構造物の可視性を高める目的で行われる染色である。
ギムネッツ染色法におけるフクシン (fuchsine) の対比染色としてマラカイトグリーンが使用される。
またHE染色においてヘマトキシリン (haematoxylin) の対比染色としてエオジン (eosin) が使用される。
グラム染色においてもクリスタルバイオレット (crystal violet) はグラム陽性菌のみを染め、サフラニン (safranin) による対比染色により全ての細胞が染色され、グラム陽性菌の細胞壁を確認することができる。